# Irina Burnaia
Irina Burnaia, cu numele său real de Irina Cioc (n. 1909, Ciurari, România – d. 1997, Geneva, Geneva, Elveția) a fost o avocată română din baroul Ilfov, cunoscută în special datorită activității sale ca aviatoare în perioada dintre cele două războaie mondiale. Născută în Muntenia, și-a luat numele de „Burnaia” de la apa curgătoare care trece pe lângă satul său natal, aflat în Câmpia Burnazului.
A fost a doua aviatoare brevetată în România, obținându-și brevetul de pilot civil la data de 27 octombrie 1933 și prima femeie care a traversat pilotând un avion, Munții Carpați.
Impresionată de Raidul aviatic românesc București – Malakal din 1933, a încercat în prima parte a anului 1935 să-l repete împreună cu fostul său instructor de zbor Petre Ivanovici, la manșa unui avion IAR-22. Raidul a fost presărat de incidente – în principal tehnice, care au făcut ca să fie oprit după ce cei doi au ajuns până la lacul Victoria. După moartea într-un accident aviatic a lui Ivanovici în 1936, Burnaia a scris în amintirea acestuia cartea „Aripile mele – memoriei lui Petre Ivanovici”, apărută în 1936.
După ce a obținut brevetul de navigator înainte de a participa la raid, în anul 1937 a obținut certificatul de pilot acrobat. În același an a fost decorată cu Ordinul Virtutea Aeronautică cu însemne de pace (în timpul celui de-Al doilea Război Mondial fiind decorată și cu Ordinul cu însemne de război). A efectuat și alte raiduri: București – Ankara – Bagdad – București în 1938 și București – Varșovia – Berlin – Amsterdam – Londra în 1939.
În timpul celui de al Doilea Război Mondial a fost comandanta Escadrilei Bugului (Escadrila Basarabiei din 1943), o formație de avioane poștale și de legătură ale Guvernământului Transnistria, folosite și drept școală de pilotaj. După război a emigrat și a fost condamnată în contumacie. A efectuat împreună cu soțul său, Traian Udriski, curse cu pasageri în Orientul Apropiat. Spre sfârșitul vieții s-a stabilit în Elveția.
În 1988 a publicat în Elveția o carte de amintiri de pe front, intitulată Commandante d'escadrille.

## Avocată
Irina Cioc s-a născut în satul Ciurari, străbătut de râul Burnaia, care i-a inspirat numele sub care va fi cunoscută. A urmat Facultatea de Drept a Universității din București, după absolvirea căreia a profesat în cadrul baroului Ilfov.

## Aviatoare
La 2 august 1933 efectuează o deplasare în interesul serviciului la Constanța, alegând ca mijloc de transport o cursă de linie a LARES. Avionul era pilotat de Petre Ivanovici. Călătoria o impresionează în mod deosebit și dorește să învețe și ea să piloteze un avion, insistând ca instructor de zbor să-i fie Ivanovici. Acesta îi spune să-l caute la școala de pilotaj civil patronată de Asociația Română pentru Propaganda Aviației, unde era instructor. Lecțiile încep la 5 septembrie, la Școala de aviație Mircea Cantacuzino, pe un Klemm L 25 și este scoasă la simplă la 3 octombrie, după destul de puține ore de zbor, deoarece Ivanovici trebuia să plece în raidul aviatic african din 22 octombrie 1933 și dorea să se asigure că Irina va primi brevetul de pilot gr. I (pilotaj), brevet pe care îl obține cu nr. 3/27.10.1933 fiind a doua aviatoare brevetată în România, după Ioana Cantacuzino.

## Raidul din Africa

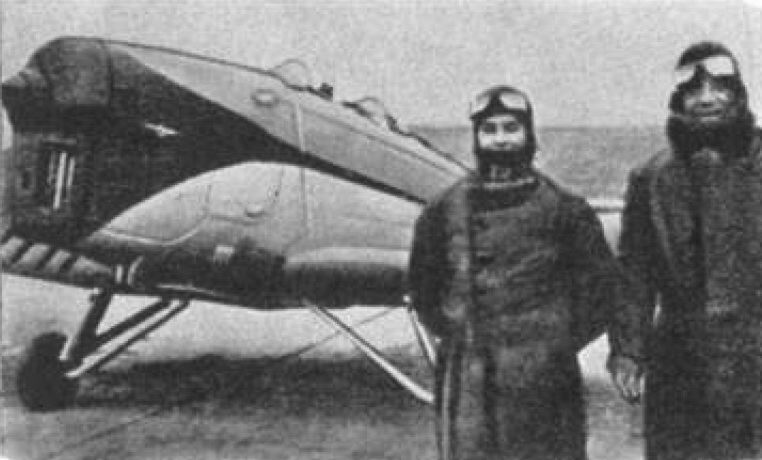
Burnaia și Ivanovici înainte de plecare. Vopsirea inițială a avionului IAR-22: alb, cu bot și dungă roșie.

Raidul aviatic românesc organizat în Africa în 1933 a avut un mare răsunet în epocă. Irina se hotărăște să parcurgă și ea traseul, cu un avion personal și apelează la Ivanovici, care participase la acest raid, să-i fie coechipier. În acest scop obține brevetul de pilot gr. II (navigație) și, deși Ivanovici se opunea, deoarece cunoștea puterea scăzută a motorului cu care era echipat prototipul, comandă la Industria Aeronautică Română din Brașov un avion IAR-22, al doilea și ultimul aparat de acest tip produs. Pentru a efectua comanda la IAR traversează în zbor cu un avion SET-10 Carpații Orientali, având ca pasager pe fratele său. A doua zi ziarele au relatat că aceasta a fost prima traversare în zbor a Munților Carpați de către o femeie. Pentru achiziționarea avionului beneficiază de o subvenție din partea statului, în valoare de 50% din valoarea avionului, subvenție care se acorda persoanelor particulare care aveau deja brevet de pilot și doreau să-și achiziționeze un avion personal. Aparatul îi este livrat la 2 noiembrie 1934. În aceeași zi, în primul zbor, îl aduce la Băneasa, zburând prin Valea Prahovei, avându-l din nou pasager pe fratele său. Ajunsă la Bănesa, la data de 7 noiembrie înmatriculează avionul cu indicativul YR-INA.
Avionul este încercat în zbor de Ivanovici și de Max Manolescu, amândoi rămânând cu impresia că, deși motorul avea 130 CP, avionul era greoi și relativ slab motorizat. Totuși, hotărârea de a efectua raidul fusese luată de Irina cu mult timp înainte, comanda la IAR a avionului cuprinzând și un set de piese de schimb, care urmau să fie livrate la Cairo.

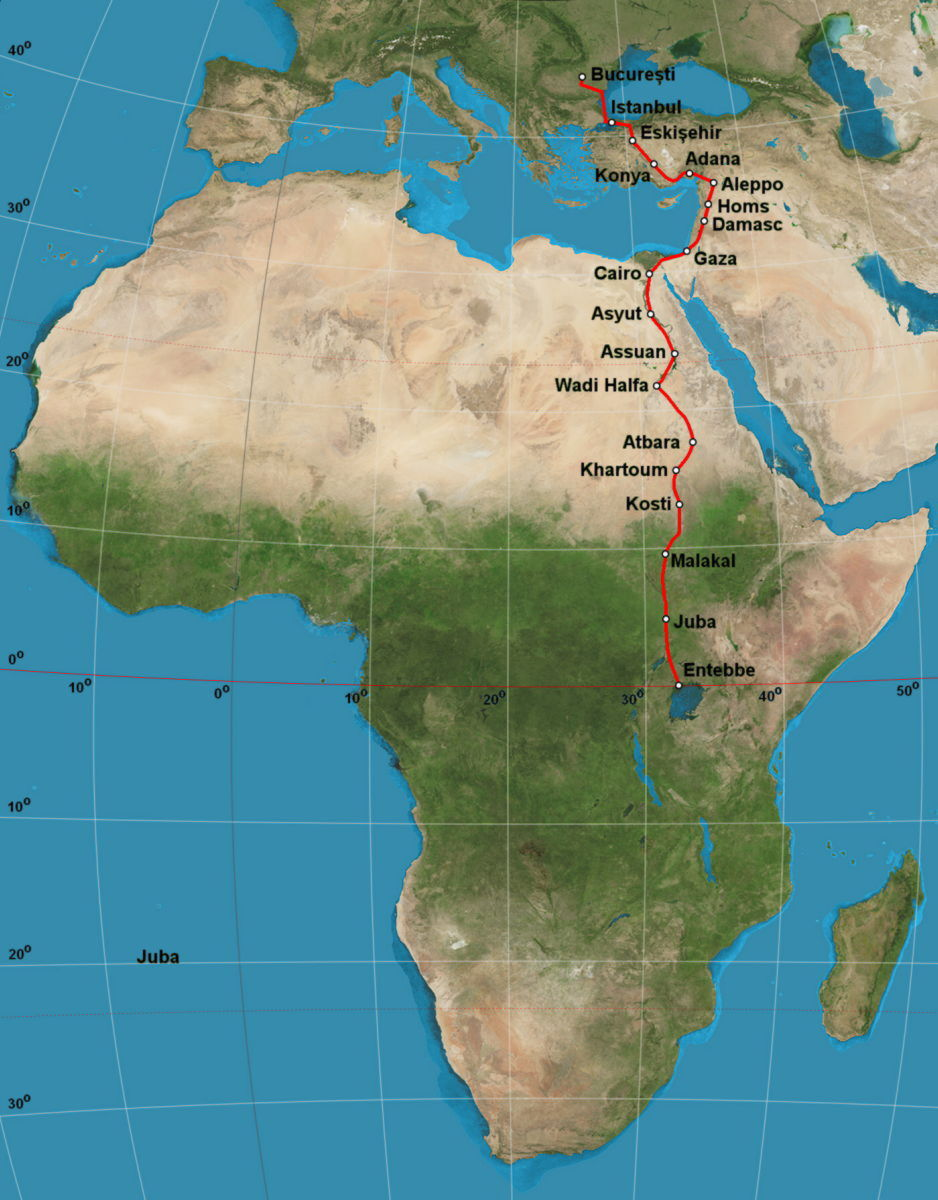
Traseul raidului Burnaia–Ivanovici

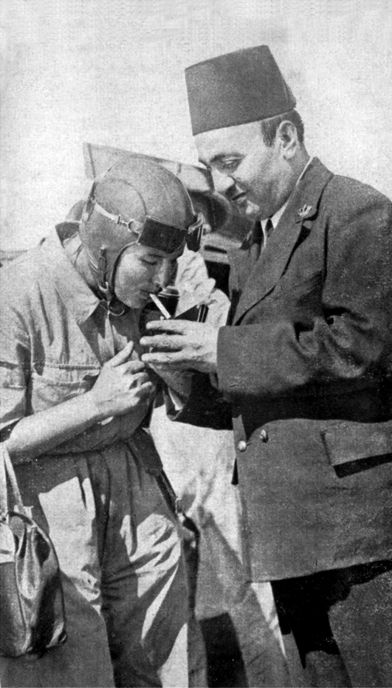
Irina Burnaia la Cairo

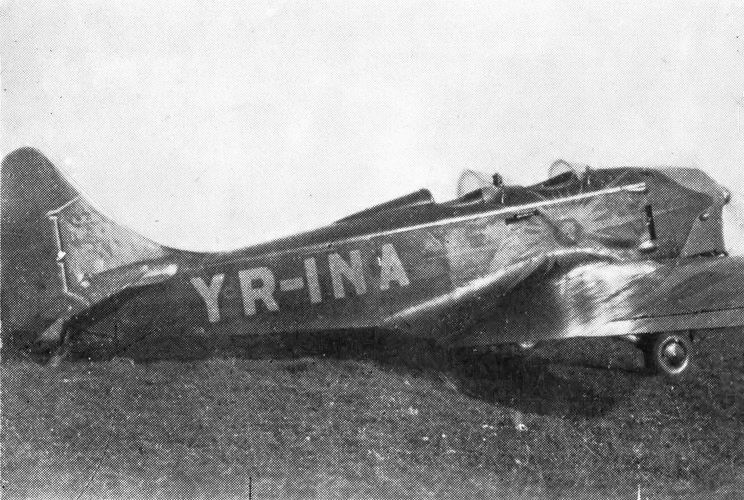
Avionul YR-INA după revopsire, roșu, cu bot albastru și soare galben

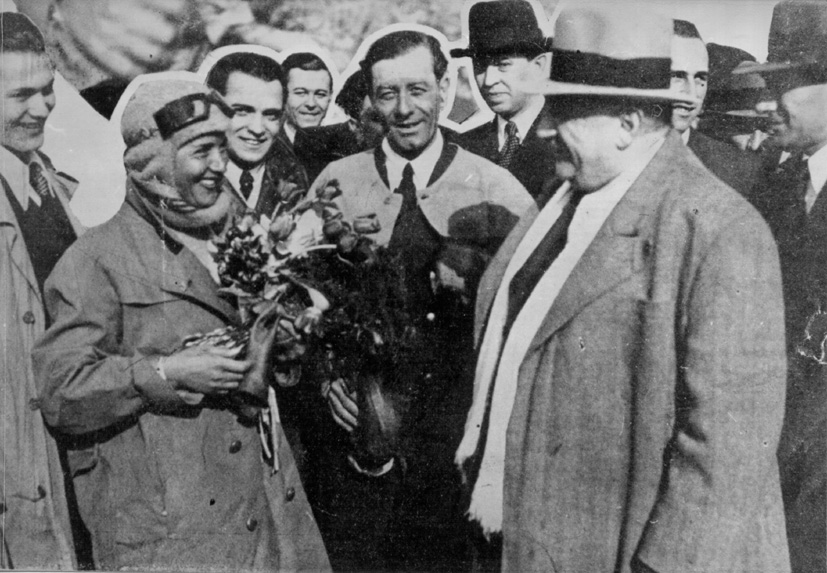
Irina Burnaia și Petre Ivanovici la întoarcerea din raidul din Africa, întâmpinați de Grigore Trancu-Iași

Traseul planificat al raidului era București – Istanbul – Eskișehir – Konya – Adana – Alep – Damasc – Gaza – Cairo – Luxor – Assuan – Wadi Halfa – Atbara – Khartum – Malakal – Juba – Entebbe – Nairobi – Dodoma – Mbeya – Mpika – Broken Hill – Salisbury – Bulawayo – Pietersburg – Johannesburg – Kimberley – Victoria West – Cape Town și retur.
Raidul începe la 3 ianuarie 1935, ora 10, cu plecarea de la Băneasa, dar este presărat cu incidente. La numai o zi după decolare manometrul de bord indică scăderea presiunii uleiului. Pentru a evita griparea motorului decid să aterizeze lângă Eskișehir. Defecțiunea este simpla slăbire a racordului spre manometru, remediată rapid. Însă, datorită altitudinii locului și încărcării mari a avionului, decolarea este lungă, avionul este „furat”, roata din dreapta lovește un obstacol, rupându-se trenul de aterizare, elicea și se sparge un rezervor de benzină. Decid să repare avionul la Eskișehir, dar trebuie să aștepte să primească aici elicea care urma să fie livrată la Cairo în setul de piese de schimb.
Avionul este reparat și raidul este reluat la 27 ianuarie. La Alep terenul este foarte moale și roțile prea mici ale avionului se înfundă. Pentru a decola aranjează să fie pavată cu scânduri o distanță de 200 m din pistă și iau puțină benzină, doar cât să ajungă la Homs pentru a realimenta. Pe drumul spre Damasc sunt învăluiți de ceață, iar aparatele de navigație pentru zbor fără vizibilitate se defectează. Reușesc să ajungă la Damasc, unde constată o scurgere de ulei datorită unei fisuri în carter, fisură provocată de un montaj defectuos al motorului. Carterul, de aluminiu nu poate fi sudat decât la Beirut, însă sudura nu ține. Sunt obligați să aștepte un carter nou, de la Cairo, care le este trimis la Haifa. La Damasc fac o revizie completă a motorului și constată că și radiatorul de ulei este fisurat și trebuie reparat. Ivanovici se îmbolnăvește și zace câteva zile, având febră.
Reiau raidul la 9 februarie. După Tel Aviv constată din nou scăderea presiunii uleiului. Ajung la Gaza, unde constată că rezervorul de ulei este fisurat, tot din cauza unei greșeli de montaj. După reparație, la 12 februarie decolează și ajung la Cairo, unde rămân opt zile pentru a revizui avionul. Cu această ocazie schimbă elicea de lemn cu una metalică, superioară.
La 20 februarie zboară până la Assuan, de unde, din cauza căldurii și încărcării avionului nu pot decola decât a doua zi, la ora 4 dimineața. Până la Juba nu apar alte dificultăți, dar de la Juba reușesc să decoleze doar tot la ora 4 dimineața, după a cincea încercare. Ajung la Entebbe, de unde, datorită altitudinii de 1150 m nu mai pot decola. Rămân aici cinci zile, așteptând un vânt favorabil. Ploaia tropicală zilnică afectează aparatul, iar aeroportul care urma (en), la Nairobi, era situat la altitudinea de 1700 m. Neavând nicio șansă să poată decola de la Nairobi, decid să întrerupă raidul, zburând, totuși, până la ecuator, deasupra lacului Victoria. Ușurează avionul cât pot, trimițându-și efectele la Cairo prin cursa Imperial Airways și luând benzină doar până la Juba, unde rămân două zile pentru a repara o defecțiune la bechie. Până la Cairo nu apar alte probleme.
La Cairo rămân cinci zile, în care se face iar o revizie completă a avionului, care necesită și revopsire. Din alb cu botul și dungă roșie, avionul este vopsit complet roșu, cu bot albastru și, lateral, un soare galben. La Haifa sunt reținuți patru zile din cauza ploilor. Ajung la Băneasa la 24 martie, ora 16. Raidul a durat în total 80 de zile, din care doar 16 de zbor efectiv, restul fiind întârzieri. În total s-au parcurs peste 16.000 km.
Raidul a costat-o pe Irina 500.000 lei, în care a intrat și jumătatea sa din costul avionului. Banii au fost obținuți prin vânzarea unor proprietăți pe care le avea în județul Teleorman.
Raidul a fost prezentat pe parcurs de diferite reviste, Realitatea Ilustrată publicând o serie de articole, dar revistele de scandal nu vor scăpa ocazia să speculeze apropierea dintre Irina și Ivanovici, însă, după declarația Irinei, exagerând până la calomniere. (V. și aici.)

## Alte raiduri
La 1 februarie 1936 Petre Ivanovici piere în accidentul avionului  Potez 560 F-AOCD al SARTA. Irina se duce personal, împreună cu comisia de anchetă, la Cornereva, pentru a se încredința de adevărul situației. Experiența sa este descrisă în cartea Aripile mele – memoriei lui Petre Ivanovici, carte în care-l omagiază pe Petre Ivnovici.
Șocul n-o face să abandoneze aviația. Învață acrobație aeriană pe avionul IAR-22, iar în 1937 obține certificatul de pilot acrobat. Își cumpără alt avion, un Bücker Bü 131 „Jungmann”, al cincilea de acest tip din România, care va fi înmatriculat YR-IVA. La 4 aprilie 1937 testează acest avion în raidul de regularitate și viteză din cadrul Cupei Mircea Cantacuzino, pe traseul București – Galați – Iași – Constanța – Cornu – București, unde se clasează a patra din 13 concurenți.
În mai 1937 participă, împreună cu Max Manolescu la un miting aviatic internațional în Olanda.
La 26 iulie 1937 decolează la ora 4:30 de la Băneasa și, după câteva escale, aterizează în aceeași zi la Roma, la ora 20:30. La întoarcere are o pană de motor în Iugoslavia. Ajutată de aviatorii de acolo — și sărbătorită, și primită ca membru de onoare al clubului lor — revine la Băneasa la 4 august, ora 21.
Efectuează și alte raiduri: București – Ankara – Bagdad – București (1938), București – Varșovia – Berlin – Amsterdam – Londra (1939). În 1939 participă la Reuniunea Internațională Aviatică de la Rimini, unde reușește să termine toate probele, în admirația șefului de stat major și subsecretar al ministerului italian al aerului, generalul Giuseppe Valle.
În 1937 este decorată cu Ordinul Virtutea Aeronautică cu însemne de pace.
În 1938 se căsătorește cu Grigore Stoenescu, om bogat, cu pasiunea aviației. În 1941 își va pierde tatăl, care a încurajat-o, după ce își pierduse și mama.

## Activitatea militară

Irina Burnaia, Alexandru Șerbănescu și doi ofițeri germani, în 1944.

În urma propunerii prințesei Marina Știrbei de a înființa o formație de avioane sanitare pentru transportul răniților cu avioane pilotate de femei, Forțele Aeriene Regale ale României invită la manevrele militare regale de la Galați, din 1938, pe Mariana Drăgescu, Nadia Russo, Virginia Thomas, Virginia Duțescu și Irina Burnaia. La începutul războiului a ajuns la Tiraspol, însă, la prima misiune de transport vederea răniților o marchează, așa că nu va activa în Escadrila Albă, ci va fi transferată la o escadrilă de legătură (Escadrila 117). După câteva luni a devenit amanta lui Gheorghe Alexianu, la ordinul căruia fabrica de țigări de la Odessa a produs pachete marca „Irina Burnaia”. Influența ei asupra lui Alexianu i-a permis să mute mulți funcționari pe care nu-i agrea, cum a fost, de exemplu, pilotul lui Alexianu, Romanițeanu, care afirmase că nu putea servi sub comanda Irinei, deoarece brevetul său de aviator era superior. Irina devine și pilotul lui Alexianu. În urma legăturii cu Alexianu, în 1942 Grigore Stoenescu divorțează de ea.
În Transnistria, Alexianu înființează în mai 1942, special pentru ea, Escadrila Poștei aeriene, cunoscută drept Escadrila Bugului, comandantă fiind Irina, cu grad de căpitan după fotografiile din epocă afirmație însă contrazisă de generalul Gheorghe Jienescu, șeful Subsecretariatul de Stat al Aerului care afirma că „Doamna Irina Burnaia este angajată de Guvernământul Transnistriei fără avizul Subsecretariatului de Stat al Aerului și fără a avea un grad în armată”. Pe de altă parte, Guvernământul Transnistriei nu făcea oficial parte din România, iar Alexianu afirma că aviația de la est de Nistru ținea de Guvernământ. Iritarea lui Jienescu se datora faptului că escadrila fusese înființată din bugetul Subsecretariatului, dar acestuia nu i se recunoștea autoritatea asupra ei. Escadrila avea baza la aerodromul Dalnic, lângă Odesa și era dotată cu cinci avioane RWD-8, două Klemm Kl 35 și Bückerul ei. Piloți erau Emil Negoiță (pilot șef), Dumitru Masgras, Gleb Chirilovici (care s-a sinucis din cauza ei), Victor Arnăutu, Constantin Ivan, Ștefan Vasile, Ștefan Mărculescu, Constantin Niculescu, Victor Voicescu, Aurel Vlaicu, Scarlat Dicescu, Tiberiu Marinescu și Nicolae Moisescu (mecanic și pilot recepționer). Tot la această escadrilă a ajuns și Bückerul YR-NAD al Nadiei Russo, pe care aceasta l-a vândut Guvernământului Transnistriei. Avioanele au fost folosite și pentru formarea de piloți, prima serie fiind cea din 1942. În primul an Escadrila Bugului a totalizat peste 2000 de ore de zbor.
Este decorată cu Ordinul Virtutea Aeronautică (de război) în urma efectuării unui zbor critic, în furtună, transportând de pe front o corespondență urgentă destinată șefului statului major, g-ral Emanoil Ionescu.
În 1943 Escadrila Bugului, devenită Escadrila Basarabiei, a fost dotată cu încă 15 avioane Klemm și se mută pe aerodromul Tatarca.
În urma înaintării sovietice, în 1944 se retrage cu întreaga escadrilă, ajungând la Săvârșin, iar apoi la Timișoara. Însă la sfârșitul lunii octombrie aviația germană bombardează aerodromul, distrugând o parte din avioane. A revenit la Curtea de Argeș, cu puține avioane și personal, dar școala nu și-a mai reluat activitatea, fiind desființată în 1945, iar patrimoniul ei fiind trecut în proprietatea statului.
Ajunsă la București își găsește casa rechiziționată, iar singura care îndrăznește să o găzduiască este Nadia Russo.

## După război
Deși s-a afirmat că ar fi făcut unele abuzuri prin transportarea unor bunuri din Transnistria în România, ancheta din martie 1945 n-a putut dovedi nimic. Totuși, în 1950 este judecată în contumacie pentru complicitate la crime de război prin faptul că escadrila ei a transportat în țară diferite bunuri ale statului sovietic. A fost condamnată la 20 de ani de muncă silnică, 10 ani de degradare civică și confiscarea întregii averi.
În 1946 s-a căsătorit cu comandorul Traian Udriski (n. 23 februarie 1906, Focșani), pilotul și instructorul aviatic al regelui Mihai. În 1947 se se naște fiul lor, Radu-Șerban. Pleacă din România la 3 ianuarie 1948, la mai puțin de o săptămână de la abdicarea regelui Mihai, împreună cu soțul și fiul său, la bordul avionului Beechcraft C18S (en) al regelui, pilot fiind Traian Udriski. Stau doi ani la Teheran, unde Traian Udriski găsește de lucru ca pilot, apoi se mută la Beirut. Aici Irina lucrează împreună cu soțul ei, ca pilot de linie secund, la o societate particulară, făcând curse la Mecca în perioada pelerinajului. Mai ținea legătura cu Max Manolescu. Tulburările din Liban din 1958 o determină să-și mute fiul la un colegiu din Elveția, iar familia însăși se stabilește la Geneva.
În 1983 își pierde fiul, mort la Berna datorită unei hemoragii cerebrale. În acel moment el era cetățean american.
Irina Burnaia se stinge din viață la Geneva, în 1997.

## Activitatea literară
În 1937 publică Aripile mele – memoriei lui Petre Ivanovici, o carte de impresii de călătorie din raidul aviatic efectuat în Africa.
În 1988 publică cartea de amintiri de pe front Commandante d'escadrille în care relatează și episoade cum ar fi singurătatea Crăciunului din 1941 în urma decesului părinților, dezorientarea de a lupta ca aliat al Germaniei în loc de aliat al Franței și Angliei, momentul de detașare din timpul sărbătorilor de Paști la Odesa 1942, un zbor de noapte împreună cu Chirilovici pentru livrarea clandestină a unui pachet de medicamente pentru o cunoștință, Moscovici, internat într-un lagăr dincolo de Bug, probabil Acmecetca, sau episodul în care ministrul Gheorghe Jienescu, revenind dintr-o inspecție pe front a făcut acrobație deasupra apei și, atingând apa cu o roată, avionul a capotat, ministrul alegându-se cu o baie.